# International Masonic Union Catena
International Masonic Union Catena är en internationell sammanslutning av frimurarorganisationer. Catena består av storloger och fristående loger och är öppen för loger som arbetar i de tre symboliska graderna, accepterar kvinnor som medlemmar eller besök av kvinnliga frimurare samt kräver en tro på ett Högsta Väsen av sina medlemmar. Organisationens mål är att skapa möjlighet för personliga kontakter och gemensamma aktiviteter, speciellt för mindre frimurarorganisationer.

## Historik
Sammanslutningen skapades 1961 av tre storloger; Nederlandse Grootloge der Gemengde Vrijmetsalerij från Nederländerna, Humanitas – Freimaurergroßloge für Frauen und Männer in Deutschland från Tyskland och Österreichischer Universaler Freimaurerorden – Humanitas från Österrike.

## Medlemmar

### Nuvarande medlemmar
- Humanitas – Freimaurergroßloge für Frauen und Männer in Deutschland i Tyskland
- Österreichischer Universaler Freimaurerorden - Humanitas i Österrike
- Jus Humanum Suecia i Sverige
- Order of the Ancient Free Masonry for Men and Women i Storbritannien
- Grande Loja Arquitetos de Aquario i Brasilien
- Grand Lodge Humanitas Bohemia i Tjeckien
- Groupement Maconnique de Loges Mixtes et Indépendentes i Frankrike

### Före detta medlemmar
- Nederlandse Grootloge der Gemengde Vrijmetsalerij i Nederländerna

## Relationer till andra frimurarorganisationer
Då medlemslogerna antingen accepterar kvinnliga medlemmar eller tillåter besök av kvinnliga frimurare så tillåter så kallade reguljära frimurarorganisationerna inte någon kontakt med den.